# Abraxas amicula
Abraxas amicula är en fjärilsart som beskrevs av Eugen Wehrli 1935. Abraxas amicula ingår i släktet Abraxas och familjen mätare. Inga underarter finns listade i Catalogue of Life.